# Pseudosinella unguilonginea
Pseudosinella unguilonginea is een springstaartensoort uit de familie van de Entomobryidae. De wetenschappelijke naam van de soort is voor het eerst geldig gepubliceerd in 1983 door Jordana & Beruete.